# CCTV-9
CCTV-9 (CGTN Dokumentary) ist ein chinesisches Fernsehprogramm.
CCTV-9 sendet ein Dokumentationsprogramm in englischer Sprache und ist über Satellit (Hotbird, Astra), in den Kabelnetzen von Unitymedia sowie im Internet per Video-Livestream frei empfangbar (Website, Livestation).
Das Programm gehört zur staatlichen China-Central-Television-Sendergruppe und konzentriert sich überwiegend auf Dokumentationen aus Asien und der Volksrepublik China.